# Копцев, Геннадий Романович
Генна́дий Рома́нович Ко́пцев (26 октября 1942, Куруктуры, Волжский район, Марийская АССР, РСФСР, СССР ― 28 сентября 1994, Йошкар-Ола, Марий Эл, Россия) ― марийский советский актёр театра, режиссёр, радиоведущий, автор песен. Один из ведущих актёров Марийского драматического театра им. М. Шкетана (1965―1994). Заслуженный артист РСФСР (1989), заслуженный артист Марийской АССР (1977).

## Биография
Родился 26 октября 1942 года в дер. Куруктуры ныне Волжского района Марий Эл в крестьянской семье. Рано осиротел, т. к. его отец погиб на фронте в 1943 году.
В 1960 году окончил Помарскую среднюю школу Волжского района Марийской АССР, в 1965 году ― Государственный институт театрального искусства им. А.В. Луначарского (курс Н. Ф. Чефрановой и П. В. Лесли).
В 1965 году по окончании учёбы был принят в труппу Марийского драматического театра имени М. Шкетана, где проработал вплоть до последних дней своей жизни.
Более 20 лет работал на Марийском радио как режиссёр-постановщик инсценировок произведений марийских писателей и ведущий литературно-музыкальной радиопередачи «Поро кас» («Добрый вечер»).
Трагически погиб 28 сентября 1994 года в Йошкар-Оле (убит во время разбойного нападения).

## Творческая деятельность
В Марийском театре драмы им. М. Шкетана поначалу был преимущественно занят в ролях комедийного плана: Тимошка (А. Волков «Каче-влак» / «Женихи», 1966), Кузяк (Н. Айзман «Кай, кай Йыванлан» / «Выйди, выйди за Ивана», 1971),  Чопай и голодный дружка (С. Николаев «Салика», 1966), Немыч Вӧдыр (М.Шкетан «Эренгер», 1967).
Известен и своими драматическими ролями: Янгелде (С. Николаев «Айвика, 1962), Карандышев (А. Островский «Кузыкдымо ӱдыр» / «Бесприданница», 1968), Осып (М. Шкетан «Ачийжат-авийжат!..» / «Эх, родители!..», 1972), Лазар Семон (Н. Лекайн «Кӱртньӧ вий» / «Железная сила», 1971) и др.
Актёр создал галерею убедительных и запоминающихся образов в спектаклях классического репертуара: Прохор Храпов (М. Горький «Васса Железнова», 1976), Сиплый (Вс. Вишневский «Оптимистическая трагедия», 1980), Шут (В. Шекспир «Лир кугыжа» / «Король Лир», 1984), Стенли Ковальский (Т. Уильямс «Языкан йӱд» / «Трамвай «Желание», 1992), Иван Павлович Яичница (Н. Гоголь «Каче пазар» / «Женитьба», 1994) и другие.
Играл роли в постановках пьес советских драматургов: Элыксандр (Т. Миннуллин «Чодыраял Элыксандр» / «Белая ворона», 1981), Михай Груя (И. Друце «Илыш сескем» / «Святая святых», 1982), Дурмишхан (О. Иосселиани «Орва кумыкталтын» / «Арба перевернулась», 1985), Мужчина  (А. Гельман «Пиалем, ит кодо!..» / «Скамейка», 1988) и т. д.
Играл и в постановках пьес марийских драматургов: купец Фёдор Голованов в драме К. Коршунова («Кӱдырчан ӱжара» («Грозовое зарево», 1977), Истак Микале в драме М.Рыбакова «Венгр рапсодий» («Венгерская рапсодия», 1983), староста Пекеш Сави в пьесе С. Чавайна «Акпатыр» (1987), Савик из одноименного романа Н. Игнатьева (1989). Яркие характеры создал актёр в комедиях Н.Арбана: Одоким («Кеҥеж йӱд» / «Летняя ночь», 1973), Тукманов («Тулар ден тулаче» / «Сват и сваха», 1983) и др. Сатирой пронизаны образы его персонажей в пьесах М. Рыбакова — предводитель чертей Иявуй («Онарын кердыже» / «Меч Онара», 1989), крупный чиновник застойно-застольного периода Байгузин («Мокмыр»/ «Похмелье», 1990), ловкий предприниматель Тоймар («Тӱрлемӱдыр» / «Кружевница», 1991) и другие.
В начале 1990-х годов заявил о себе и как режиссёр, поставив на сцене Марийского театра им. М. Шкетана комедию турецкого драматурга А. Несина «Ӧндал мыйым, пиктен пушт» («Задуши меня, голубчик», 1993).
На протяжении многих лет работал на Марийском радио: поставил ряд инсценировок произведений марийских авторов, более 20 лет вёл литературно-музыкальную передачу «Поро кас» («Добрый вечер»).
Известен в республике и как автор музыки популярных песен, среди которых: «Эрвел лыве» («Восточная бабочка»), «Продавщица», «Ит мужед, таҥем» («Не гадай, любимая») и другие.
В 1977 году ему было присвоено почётное звание «Заслуженный артист Марийской АССР», а в 1989 году — звание «Заслуженный артист РСФСР».

## Основные роли
Далее представлен список основных ролей Г. Р. Копцева:
- Тимошка (А. Волков «Каче-влак» / «Женихи», 1966)
- Кузяк (Н. Айзман «Кай, кай Йыванлан» / «Выйди, выйди за Ивана», 1971)
- Чопай и голодный дружка (С. Николаев «Салика», 1966)
- Немыч Вӧдыр (М. Шкетан «Эренгер», 1967)
- Янгелде (С. Николаев «Айвика, 1962)
- Карандышев (А. Островский «Кузыкдымо ӱдыр» / «Бесприданница», 1968)
- Осып (М. Шкетан «Ачийжат-авийжат!..» / Эх, родители!.., 1972)
- Лазар Семон (Н. Лекайн «Кӱртньӧ вий» / «Железная сила», 1971)
- Прохор Храпов (М. Горький «Васса Железнова», 1976)
- Сиплый (Вс. Вишневский «Оптимистическая трагедия», 1980)
- Шут (В. Шекспир «Лир кугыжа» / «Король Лир», 1984)
- Стенли Ковальский (Т. Уильямс «Языкан йӱд» / «Трамвай «Желание», 1992)
- Иван Павлович Яичница (Н. Гоголь «Каче пазар» / «Женитьба», 1994)
- Элыксандр (Т. Миннуллин «Чодыраял Элыксандр» / «Белая ворона», 1981)
- Михай Груя (И. Друце «Илыш сескем» / «Святая святых», 1982)
- Дурмишхан (О. Иосселиани «Орва кумыкталтын» / «Арба перевернулась», 1985)
- Мужчина (А. Гельман «Пиалем, ит кодо!..» / «Скамейка», 1988)
- купец Фёдор Голованов (К. Коршунов «Кӱдырчан ӱжара» / «Грозовое зарево», 1977)
- Истак Микале (М. Рыбаков «Венгр рапсодий» / «Венгерская рапсодия», 1983)
- Староста Пекеш Сави (С. Чавайн «Акпатыр», 1987)
- Савик (Н. Игнатьев «Савик», 1989)
- Одоким (Н. Арбан «Кеҥеж йӱд» / «Летняя ночь», 1973)
- Тукманов (Н. Арбан «Тулар ден тулаче» / «Сват и сваха», 1983)
- Иявуй (М. Рыбаков «Онарын кердыже» / «Меч Онара», 1989)
- Байгузин (М. Рыбаков «Мокмыр» / «Похмелье», 1990)
- Тоймар (М. Рыбаков «Тӱрлемӱдыр» / «Кружевница», 1991)
- Мужчина в шляпе (Ю. Байгуза «Порсын лӱҥгалтыш» / «Шёлковые качели», 1992)

## Постановки
А. Несин «Ӧндал мыйым, пиктен пушт» / «Задуши меня, голубчик», 1993)

## Признание
- Заслуженный артист РСФСР (1989)[2][3][4]
- Заслуженный артист Марийской АССР (1977)[2][3][4]

## Память
- Его именем названа центральная улица в с. Помары Волжского района Марий Эл[5][6].
- В 1995 году на доме в с. Помары Волжского района Марий Эл, где родился и рос актёр, была установлена мемориальная доска[4].
- В 2012 году в Йошкар-Оле на доме № 155 по ул. Комсомольской, где более 10 лет жил актёр, к 70-летию со дня его рождения была открыта памятная доска. Надпись на ней гласит: «В этом доме с 1973 по 1984 год жил заслуженный артист РСФСР, заслуженный артист Марийской АССР Геннадий Романович Копцев»[4][7][8].
- В 2017 году в Помарском районном доме культуры Волжского района Марий Эл прошел республиканский фестиваль-конкурс театральных коллективов, посвящённый 75-летию со дня рождения уроженца Волжского района, заслуженного артиста Марийской АССР и РСФСР Г. Р. Копцева[9][10].